# مات جونز (لاعب كرة سلة)
مات جونز (بالإنجليزية: Matt Jones)‏ (و. 1994  م) هو لاعب كرة السلة، من الولايات المتحدة، ولد في دي سوتو، يلعب كمدافع مسدد الهدف.

## روابط خارجية
- مات جونز على موقع دوري السوبر التايواني لكرة السلة (الصينية)
- مات جونز على موقع سبورتس رفرنس (الإنجليزية)
- مات جونز على موقع كرة السلة الأوروبية.كوم (الإنجليزية)
- مات جونز على موقع كلية كرة السلة في سبورتس رفرنس.كوم (الإنجليزية)
- مات جونز على موقع ريلجم (الإنجليزية)
- مات جونز على موقع بروبوليرز (الإنجليزية)
- مات جونز على موقع سبورتس رفرنس (الإنجليزية)